# Deens voetbalelftal in 1989
Het Deens voetbalelftal speelde veertien officiële interlands in het jaar 1989, waaronder vier duels in de kwalificatiereeks voor het WK voetbal 1990 in Italië. De selectie stond onder leiding van de Duitse bondscoach Sepp Piontek.

## Balans
| Wedstrijden | Wedstrijden | Wedstrijden | Wedstrijden | Doelpunten | Doelpunten | Doelpunten | Punten |
| Gespeeld    | Winst       | Gelijk      | Verlies     | Voor       | Tegen      | Saldo      | Punten |
| ----------- | ----------- | ----------- | ----------- | ---------- | ---------- | ---------- | ------ |
| 14          | 7           | 4           | 3           | 30         | 11         | +19        | 1.286  |

## Interlands
|                                                    |       |                                           |            |                                                                                      |
| 8 februari Malta Toernooi № 523 «onderlinge duels» | Malta | 0 – 2                                     | Denemarken | Ta' Qali Stadium, Ta' Qali Toeschouwers: 1.800 Scheidsrechter: Mohamed Mimoume (ALG) |
| 8 februari Malta Toernooi № 523 «onderlinge duels» |       | 56' (pen.) Lars Elstrup 81' Henrik Larsen |            | Ta' Qali Stadium, Ta' Qali Toeschouwers: 1.800 Scheidsrechter: Mohamed Mimoume (ALG) |

|                                                     |            |       |         |                                                                                    |
| 10 februari Malta Toernooi № 524 «onderlinge duels» | Denemarken | 0 – 0 | Finland | Ta' Qali Stadium, Ta' Qali Toeschouwers: 1.500 Scheidsrechter: Charles Agius (MLT) |
| 10 februari Malta Toernooi № 524 «onderlinge duels» |            |       |         | Ta' Qali Stadium, Ta' Qali Toeschouwers: 1.500 Scheidsrechter: Charles Agius (MLT) |

|                                                     |          |       |            |                                                                                      |
| 12 februari Malta Toernooi № 525 «onderlinge duels» | Algerije | 0 – 0 | Denemarken | Ta' Qali Stadium, Ta' Qali Toeschouwers: 2.500 Scheidsrechter: Edgar Azzopardi (MLT) |
| 12 februari Malta Toernooi № 525 «onderlinge duels» |          |       |            | Ta' Qali Stadium, Ta' Qali Toeschouwers: 2.500 Scheidsrechter: Edgar Azzopardi (MLT) |

|                                                        |                      |       |            |                                                                                  |
| 22 februari Vriendschappelijk № 526 «onderlinge duels» | Italië               | 1 – 0 | Denemarken | Arena Garibaldi, Pisa Toeschouwers: 20.366 Scheidsrechter: Horst Brummeier (AUT) |
| 22 februari Vriendschappelijk № 526 «onderlinge duels» | Giuseppe Bergomi 61' |       |            | Arena Garibaldi, Pisa Toeschouwers: 20.366 Scheidsrechter: Horst Brummeier (AUT) |

|                                                     |                                        |       |        |                                                                                       |
| 12 april Vriendschappelijk № 527 «onderlinge duels» | Denemarken                             | 2 – 0 | Canada | Aalborg Stadion, Aalborg Toeschouwers: 10.400 Scheidsrechter: Thorodd Pressberg (NOR) |
| 12 april Vriendschappelijk № 527 «onderlinge duels» | Lars Elstrup 37' Ian Bridge 73' (e.d.) |       |        | Aalborg Stadion, Aalborg Toeschouwers: 10.400 Scheidsrechter: Thorodd Pressberg (NOR) |

|                                                   |           |                                        |            |                                                                                     |
| 26 april WK-kwalificatie № 528 «onderlinge duels» | Bulgarije | 0 – 2                                  | Denemarken | Vasil Levski Stadion, Sofia Toeschouwers: 32.189 Scheidsrechter: Alain Delmer (FRA) |
| 26 april WK-kwalificatie № 528 «onderlinge duels» |           | 41' Flemming Povlsen 89' Brian Laudrup |            | Vasil Levski Stadion, Sofia Toeschouwers: 32.189 Scheidsrechter: Alain Delmer (FRA) |

|                                                 | |       |                     |                                                                                   |
| 17 mei WK-kwalificatie № 529 «onderlinge duels» | Denemarken | 7 – 1 | Griekenland         | Idrætsparken, Kopenhagen Toeschouwers: 38.500 Scheidsrechter: Keith Hackett (ENG) |
| 17 mei WK-kwalificatie № 529 «onderlinge duels» | Brian Laudrup 25' Jan Bartram 42' Kent Nielsen 54' Flemming Povlsen 56' Kim Vilfort 73' Henrik Andersen 85' Michael Laudrup 89' (pen.) |       | 39' Kostas Mavridis | Idrætsparken, Kopenhagen Toeschouwers: 38.500 Scheidsrechter: Keith Hackett (ENG) |

|                                                   |                  |       |                  |                                                                                    |
| 7 juni Vriendschappelijk № 530 «onderlinge duels» | Denemarken       | 1 – 1 | Engeland         | Idrætsparken, Kopenhagen Toeschouwers: 18.400 Scheidsrechter: Jaap Uilenberg (NED) |
| 7 juni Vriendschappelijk № 530 «onderlinge duels» | Lars Elstrup 56' |       | 27' Gary Lineker | Idrætsparken, Kopenhagen Toeschouwers: 18.400 Scheidsrechter: Jaap Uilenberg (NED) |

|                                                    | |       |        |                                                                                  |
| 14 juni Vriendschappelijk № 531 «onderlinge duels» | Denemarken | 6 – 0 | Zweden | Idrætsparken, Kopenhagen Toeschouwers: 15.200 Scheidsrechter: Dieter Pauly (FRG) |
| 14 juni Vriendschappelijk № 531 «onderlinge duels» | Flemming Povlsen 30' Lars Elstrup 42' Henrik Andersen 63' Jan Bartram 69' Lars Elstrup 73' Michael Laudrup 79' |       |        | Idrætsparken, Kopenhagen Toeschouwers: 15.200 Scheidsrechter: Dieter Pauly (FRG) |

|                                                    |                                                                         |       |          |                                                                                      |
| 18 juni Vriendschappelijk № 532 «onderlinge duels» | Denemarken                                                              | 4 – 0 | Brazilië | Idrætsparken, Kopenhagen Toeschouwers: 38.900 Scheidsrechter: Erik Fredriksson (SWE) |
| 18 juni Vriendschappelijk № 532 «onderlinge duels» | Morten Olsen 30' Michael Laudrup 54' Michael Laudrup 61' Lars Olsen 67' |       |          | Idrætsparken, Kopenhagen Toeschouwers: 38.900 Scheidsrechter: Erik Fredriksson (SWE) |

|                                                        |                                                             |       |            |                                                                              |
| 23 augustus Vriendschappelijk № 533 «onderlinge duels» | België                                                      | 3 – 0 | Denemarken | Olympiastadion, Brugge Toeschouwers: 6.933 Scheidsrechter: Cees Bakker (NED) |
| 23 augustus Vriendschappelijk № 533 «onderlinge duels» | Marc Degryse 22' Jan Ceulemans 32' Jan Ceulemans 81' (pen.) |       |            | Olympiastadion, Brugge Toeschouwers: 6.933 Scheidsrechter: Cees Bakker (NED) |

|                                                        |                                   |       |                                        |                                                                                          |
| 6 september Vriendschappelijk № 534 «onderlinge duels» | Nederland                         | 2 – 2 | Denemarken                             | Olympisch Stadion, Amsterdam Toeschouwers: 11.000 Scheidsrechter: Rosario Lo Bello (ITA) |
| 6 september Vriendschappelijk № 534 «onderlinge duels» | Ronald Koeman 33' Jan Wouters 57' |       | 65' (pen.) Jan Bartram 67' Jan Heintze | Olympisch Stadion, Amsterdam Toeschouwers: 11.000 Scheidsrechter: Rosario Lo Bello (ITA) |

|                                                     |                                                        |       |          |                                                                                     |
| 11 oktober WK-kwalificatie № 535 «onderlinge duels» | Denemarken                                             | 3 – 0 | Roemenië | Idrætsparken, Kopenhagen Toeschouwers: 45.400 Scheidsrechter: Claude Bouillet (FRA) |
| 11 oktober WK-kwalificatie № 535 «onderlinge duels» | Kent Nielsen 4' Brian Laudrup 26' Flemming Povlsen 84' |       |          | Idrætsparken, Kopenhagen Toeschouwers: 45.400 Scheidsrechter: Claude Bouillet (FRA) |

|                                                      |                                                    |       |                     |                                                                                      |
| 15 november WK-kwalificatie № 536 «onderlinge duels» | Roemenië                                           | 3 – 1 | Denemarken          | Stadionul Steaua, Boekarest Toeschouwers: 28.000 Scheidsrechter: Tullio Lanese (ITA) |
| 15 november WK-kwalificatie № 536 «onderlinge duels» | Gavril Balint 25' Ioan Sabău 37' Gavril Balint 60' |       | 6' Flemming Povlsen | Stadionul Steaua, Boekarest Toeschouwers: 28.000 Scheidsrechter: Tullio Lanese (ITA) |

## Statistieken
| Peter Schmeichel     | 1963-11-18 | Brøndby IF         | 11 | 1 | 0 |    |   |
| Troels Rasmussen     | 1961-04-07 | Aarhus GF          | 3  | 0 | 0 |    |   |
| Verdediging          |            |                    |    |   |   |    |   |
| Lars Olsen           | 1961-02-02 | Brøndby IF         | 14 | 0 | 1 |    |   |
| Kent Nielsen         | 1961-12-28 | Aston Villa        | 12 | 0 | 2 |    |   |
| John Larsen          | 1962-05-25 | Vejle BK           | 8  | 3 | 0 |    |   |
| Ivan Nielsen         | 1956-10-09 | PSV Eindhoven      | 6  | 0 | 0 |    |   |
| Jan Heintze          | 1963-08-17 | PSV Eindhoven      | 5  | 1 | 1 |    |   |
| John Sivebæk         | 1961-10-25 | AS Saint-Étienne   | 5  | 0 | 0 |    |   |
| Henrik Andersen      | 1965-05-07 | RSC Anderlecht     | 3  | 1 | 2 |    |   |
| Morten Olsen         | 1949-08-14 | 1. FC Köln         | 3  | 0 | 1 |    |   |
| Bjarne Jensen        | 1959-04-16 | Brøndby IF         | 0  | 2 | 0 |    |   |
| Bjørn Kristensen     | 1963-10-10 | Newcastle United   | 0  | 1 | 0 | 17 | 1 |
| Middenveld           |            |                    |    |   |   |    |   |
| Jan Bartram          | 1962-03-06 | Bayer Uerdingen    | 9  | 1 | 3 |    |   |
| John Jensen          | 1965-05-03 | Hamburger SV       | 8  | 1 | 0 |    |   |
| Michael Laudrup      | 1964-06-15 | FC Barcelona       | 8  | 0 | 4 |    |   |
| John Helt            | 1959-12-29 | Lyngby BK          | 6  | 4 | 0 | 23 | 0 |
| Henrik Larsen        | 1966-05-17 | Lyngby BK          | 4  | 3 | 1 |    |   |
| Ulrik Moseby         | 1964-03-28 | Odense BK          | 4  | 0 | 0 |    |   |
| Henrik Risom         | 1968-07-24 | Vejle BK           | 4  | 0 | 0 |    |   |
| Johnny Mølby         | 1969-02-04 | Vejle BK           | 2  | 1 | 0 |    |   |
| Johnny Hansen        | 1964-03-25 | Ikast FS           | 2  | 0 | 0 |    |   |
| Kim Vilfort          | 1962-11-15 | Brøndby IF         | 1  | 5 | 1 |    |   |
| Per Frimann          | 1962-06-04 | Brøndby IF         | 1  | 1 | 0 |    |   |
| Johnny Anker Hansen  | 1966-07-11 | Odense BK          | 1  | 1 | 0 |    |   |
| Søren Lerby          | 1958-02-01 | PSV Eindhoven      | 1  | 0 | 0 |    |   |
| Jan Mølby            | 1963-07-04 | Liverpool          | 1  | 0 | 0 |    |   |
| Aanval               |            |                    |    |   |   |    |   |
| Brian Laudrup        | 1969-02-22 | Bayer Uerdingen    | 12 | 1 | 3 |    |   |
| Flemming Povlsen     | 1966-12-03 | PSV Eindhoven      | 8  | 1 | 5 |    |   |
| Lars Elstrup         | 1963-03-24 | Luton Town         | 7  | 2 | 5 |    |   |
| Bent Christensen     | 1967-01-04 | Brøndby IF         | 4  | 1 | 0 | 5  | 0 |
| Hans Erfurt          | 1964-02-06 | Silkeborg IF       | 1  | 1 | 0 |    |   |
| Flemming Christensen | 1958-04-10 | Lyngby BK          | 1  | 0 | 0 |    |   |
| Brian Rasmussen      | 1967-01-05 | Vejle BK           | 0  | 1 | 0 |    |   |
| Peter Rasmussen      | 1967-05-16 | VfB Stuttgart      | 0  | 1 | 0 |    |   |
| Mark Strudal         | 1968-04-29 | Grasshopper Zürich | 0  | 1 | 0 |    |   |